# Suzuki Ignis
La 'Suzuki Ignis est un petit crossover à 3 ou 5 portes du constructeur automobile japonais Suzuki produit de 2000 à 2006. Il est proposé en version traction ou quatre roues motrices.
Une seconde génération, lancée en 2016, est disponible avec une motorisation hybride.

## Première génération (2000-2006)

### Suzuki Swift / Ignis type RG (2000-2006)
Suzuki a lancé en janvier 2000 la première génération de Suzuki Ignis connue sous le nom de Suzuki Swift SE-Z au Japon.
Elle y initiait la série des Swift alors qu'en Europe, où la Swift de 1995 était toujours commercialisée, elle se mettait en parenthèse de cette série.

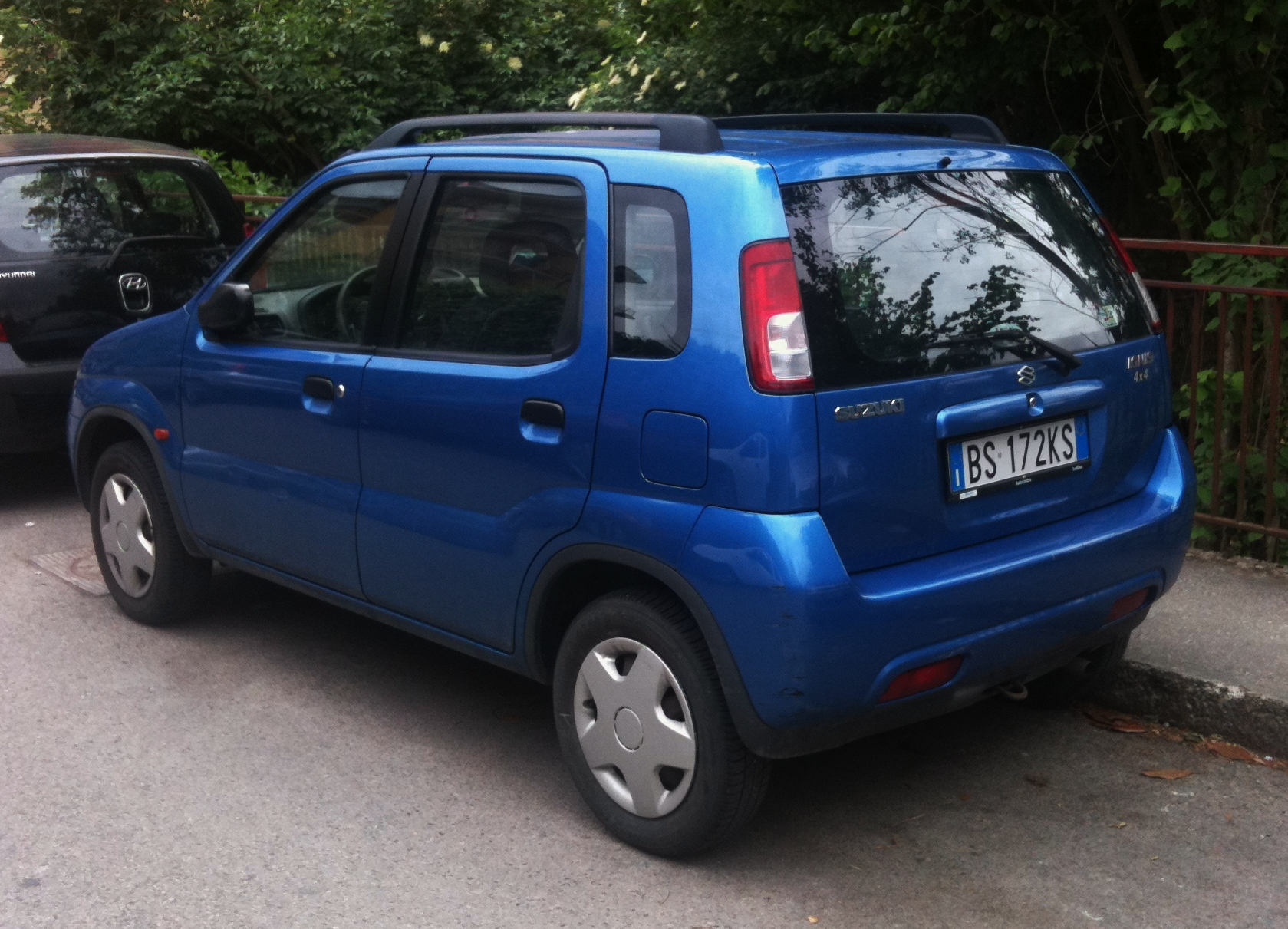
Suzuki Ignis I 5 portes
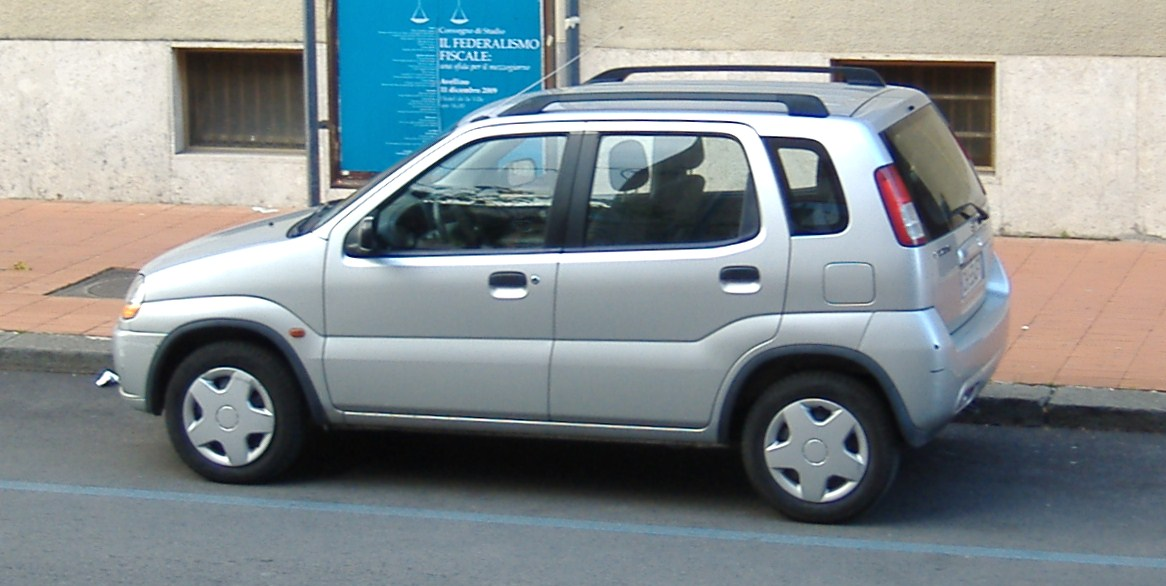
Suzuki Ignis I 5 portes
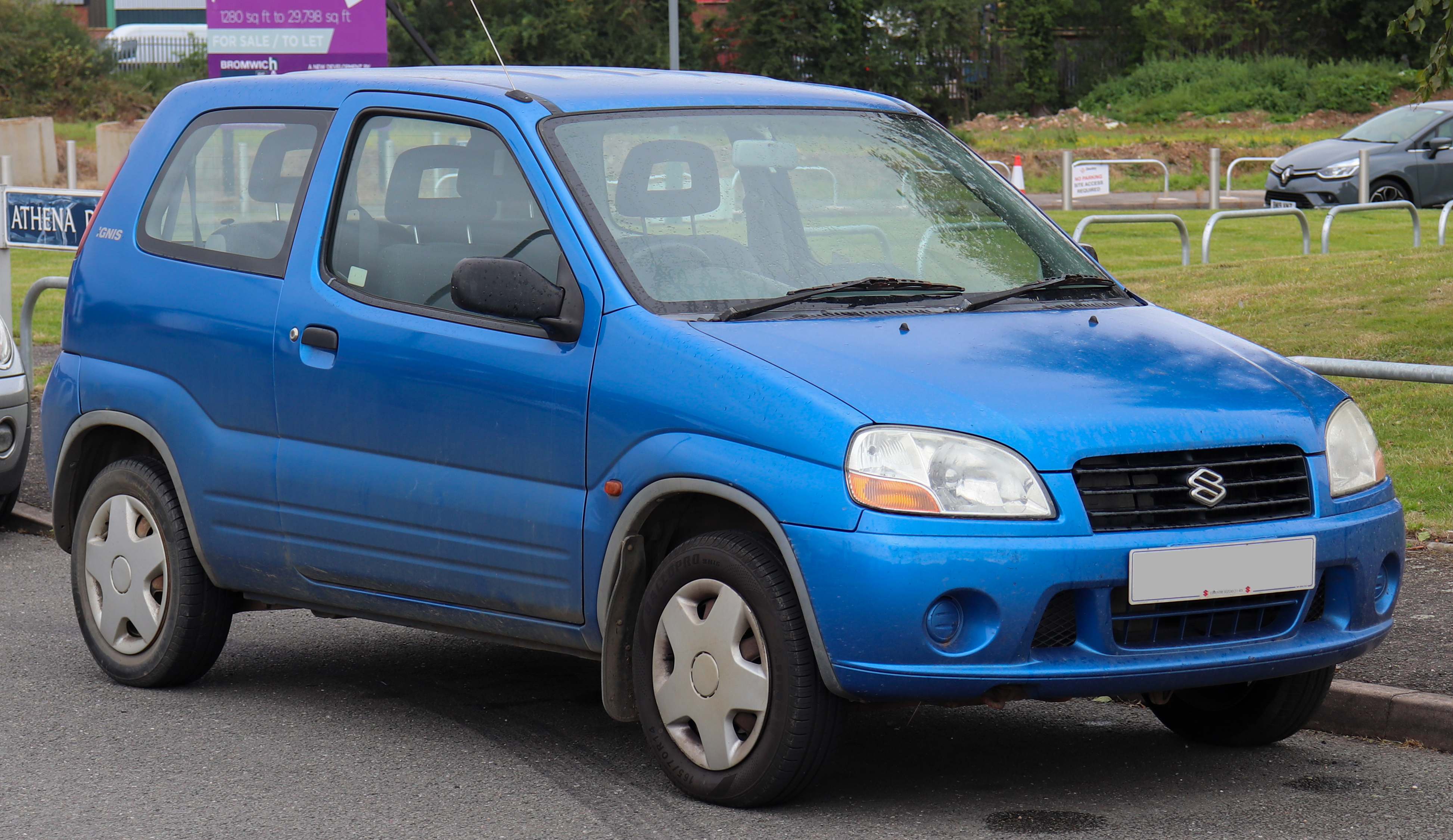
Suzuki Ignis I 3 portes
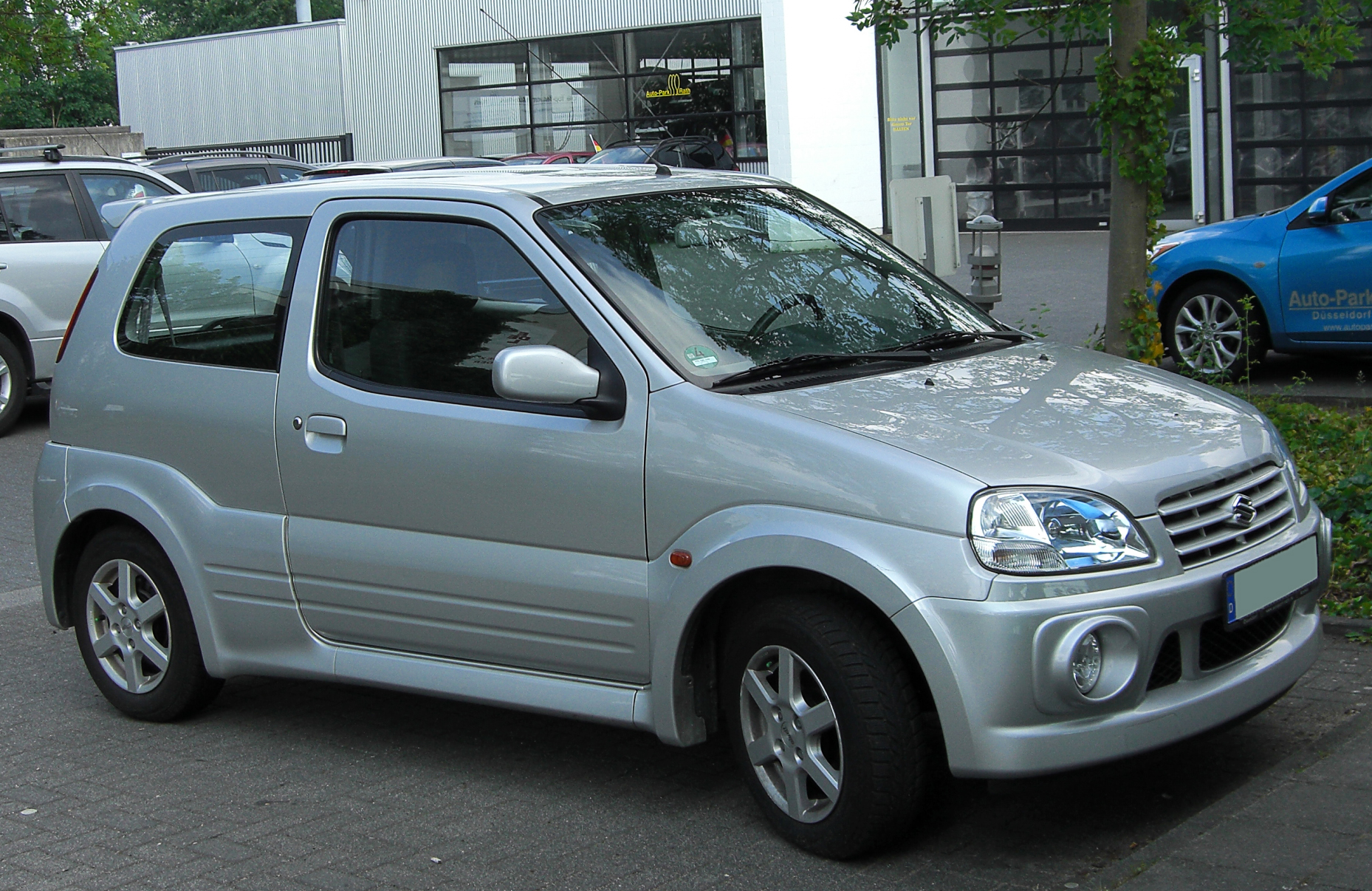
Suzuki Ignis I Sport
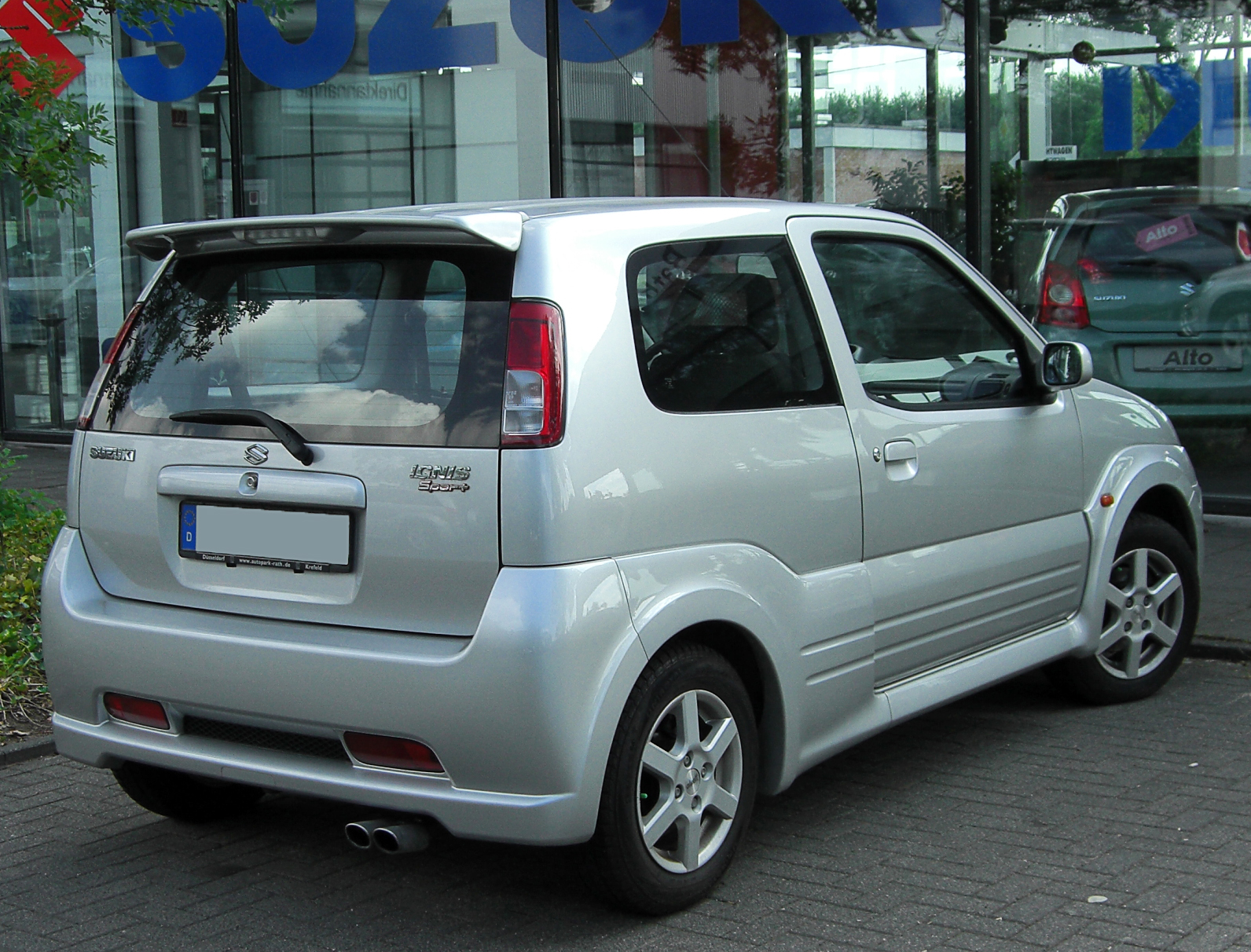
Suzuki Ignis I Sport

### Suzuki Swift / Ignis Type RM (2001-2008)
À partir de 2003, le Suzuki Ignis prend à son compte les modifications apportées par le Chevrolet Cruze, un petit crossover apparu en octobre 2001 sur la base de la Suzuki Ignis de première génération.
Il est développé en collaboration avec Subaru et Holden et a été aussi commercialisé sous les noms de Subaru Justy G3X ou de Holden Cruze (en Australie).
La version commercialisée en Europe devient plus longue grâce à un porte-à-faux arrière allongé de 15 cm, améliorant la capacité de chargement du véhicule. Les motorisations sont revues : 1.3 VVT 93 ch, 1.5 VTT 100 ch (la seule motorisation disponible en 4x4) et diesel 1.3 DDiS 70 ch d'origine Fiat.

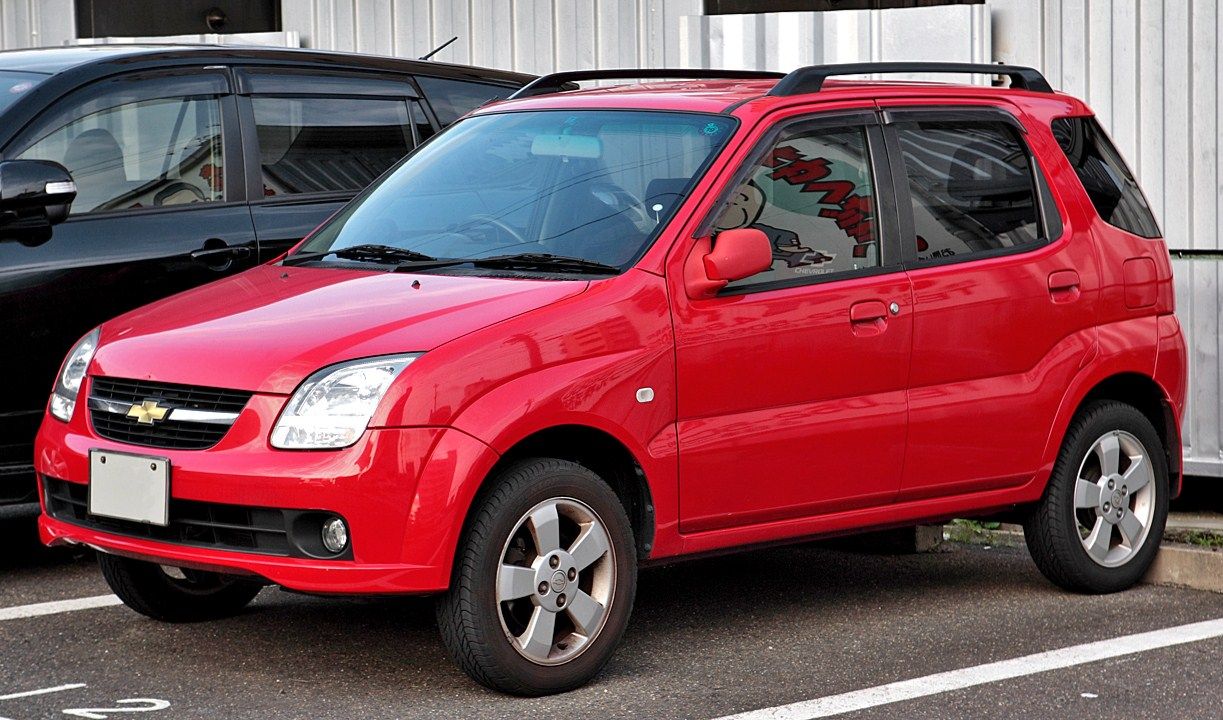
Chevrolet Cruze
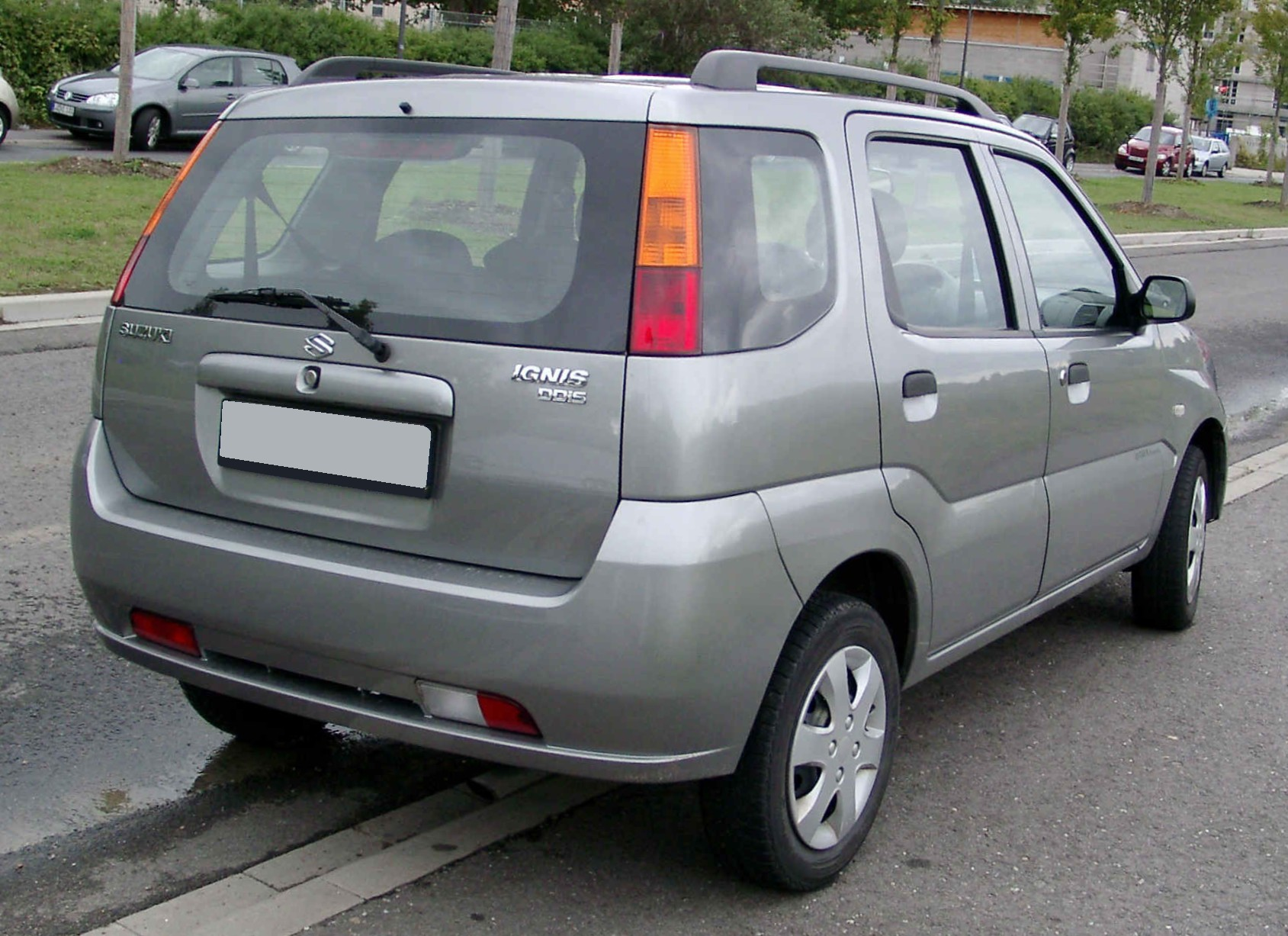
Suzuki Ignis II
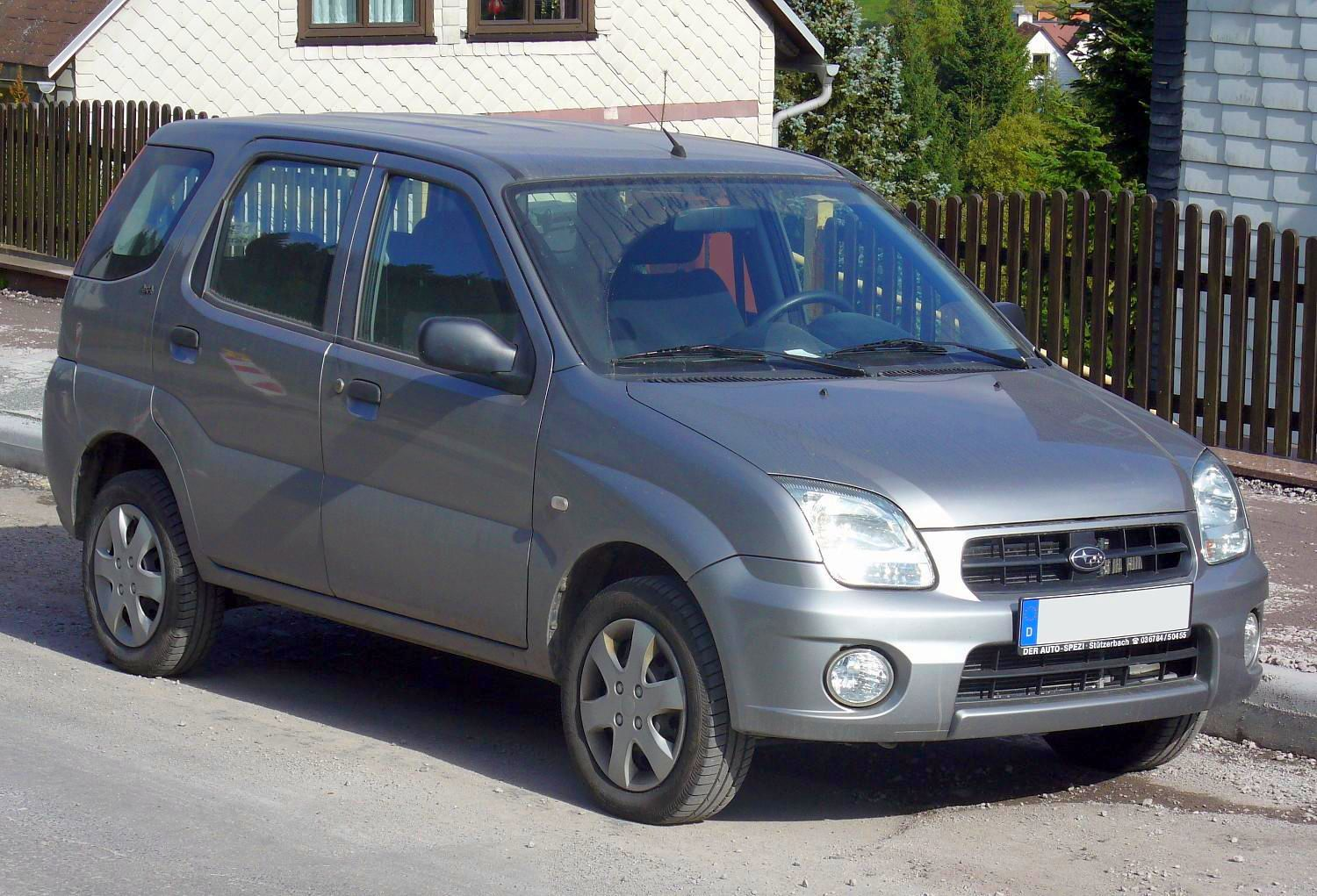
Subaru Justy G3X

### Finitions
Finitions disponibles en France au lancement :
- GL
- GLX

## Seconde génération (2016-)
La seconde génération de Suzuki Ignis est dévoilée au salon de Tokyo 2015, puis présentée en Europe au Mondial de l'automobile de Paris 2016. C'est une petite berline 5 portes à hayon, son avant carré évoque celui d'un 4x4, et son arrière celui de la Honda Z600.

### Caractéristiques techniques
L'Ignis est motorisée par un moteur 4-cylindres 1.2 Dualjet 90ch ou 83ch Hybride et disponible en 2 ou 4 roues motrices (système Allgrip).

### Volume du coffre
Le volume du coffre est de 267 litres sur le niveau de finition de base "Avantage", et tombe à 260 litres quand la banquette est coulissante. La différence devient plus importante en AllGrip 4X4, puisqu'il se réduit alors à 204 litres. (Le train arrière plus évolué et l'incorporation de la transmission vient empiéter sur le coffre à hauteur d'une soixantaine de litres.)

### Phase 2
Le restylage de l'Ignis de seconde génération est présenté début 2020. Celle-ci reçoit une nouvelle calandre singeant la Suzuki Jimny IV et un nouveau bouclier avant présentant un sabot de protection façon aluminium.

### Finitions
- Avantage
- Pack
- Pack Allgrip
- Privilège

### Fin de production
La production de l'Ignis s'arrête en 2024 en Europe en même temps que celle du Jimny  à cause de la réglementation européenne GSR2 et des exigences renforcées en matière de sécurité passive et de cybersécurité.

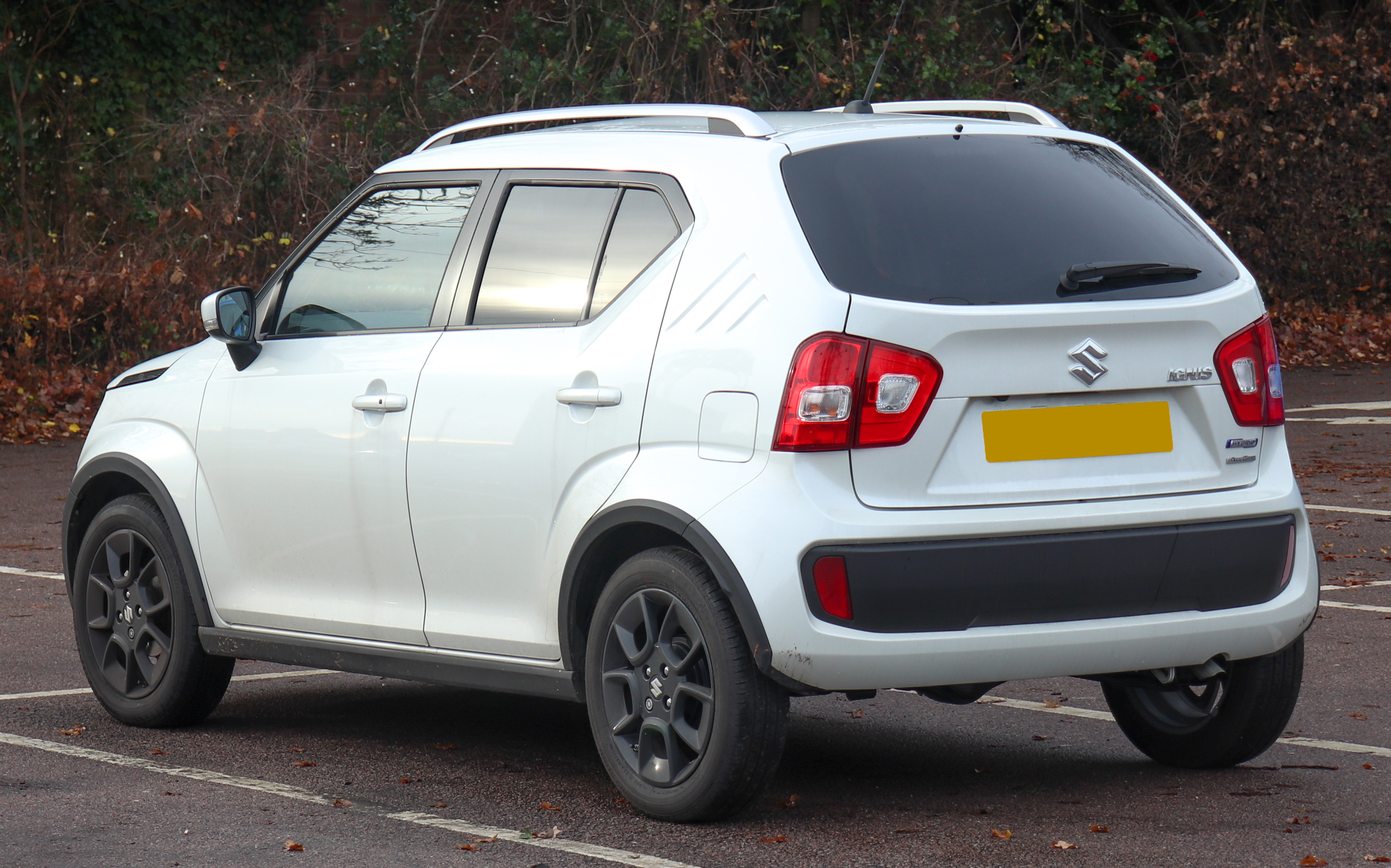
Suzuki Ignis III phase 1
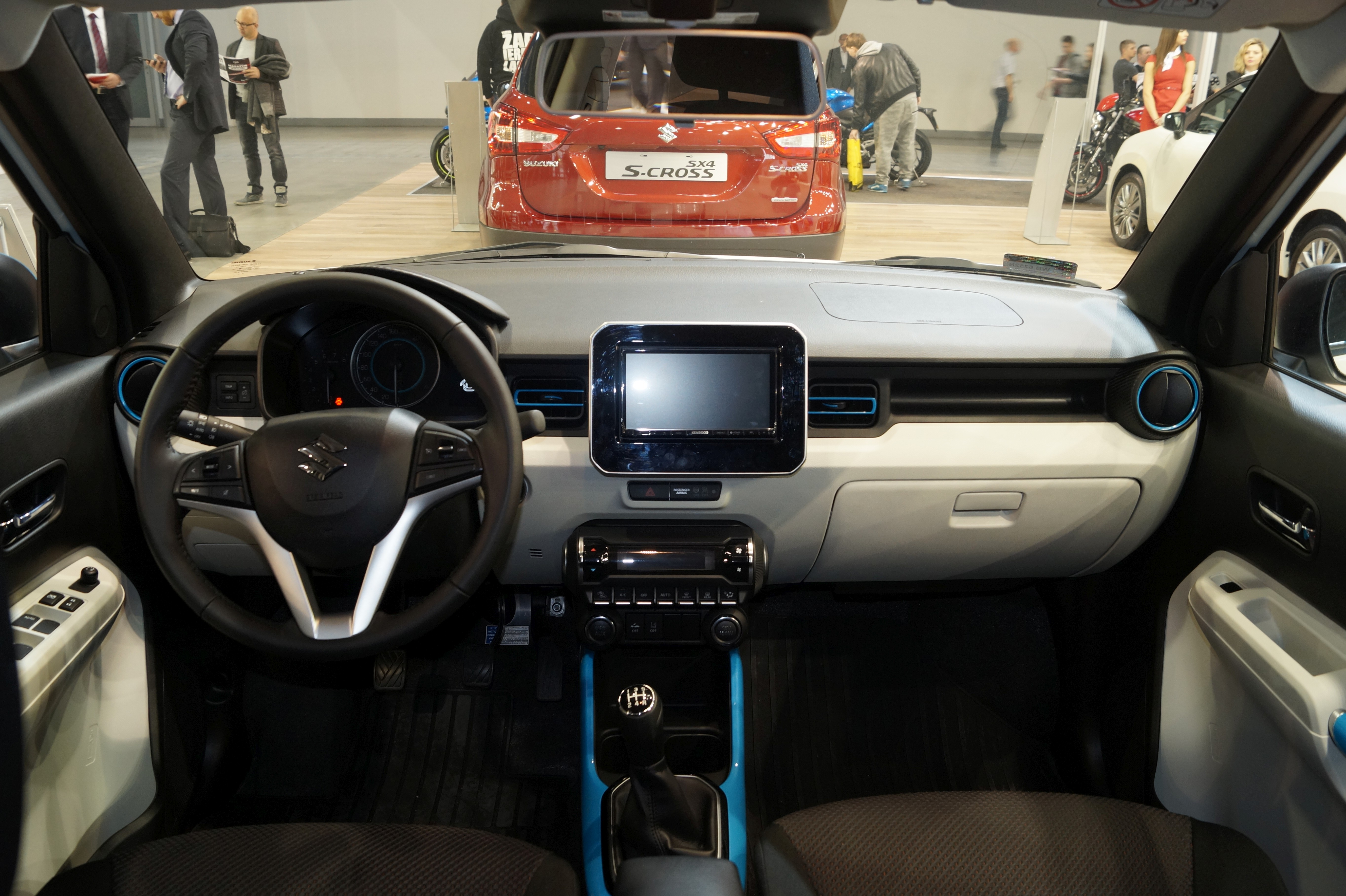
Suzuki Ignis III phase 1 (intérieur)
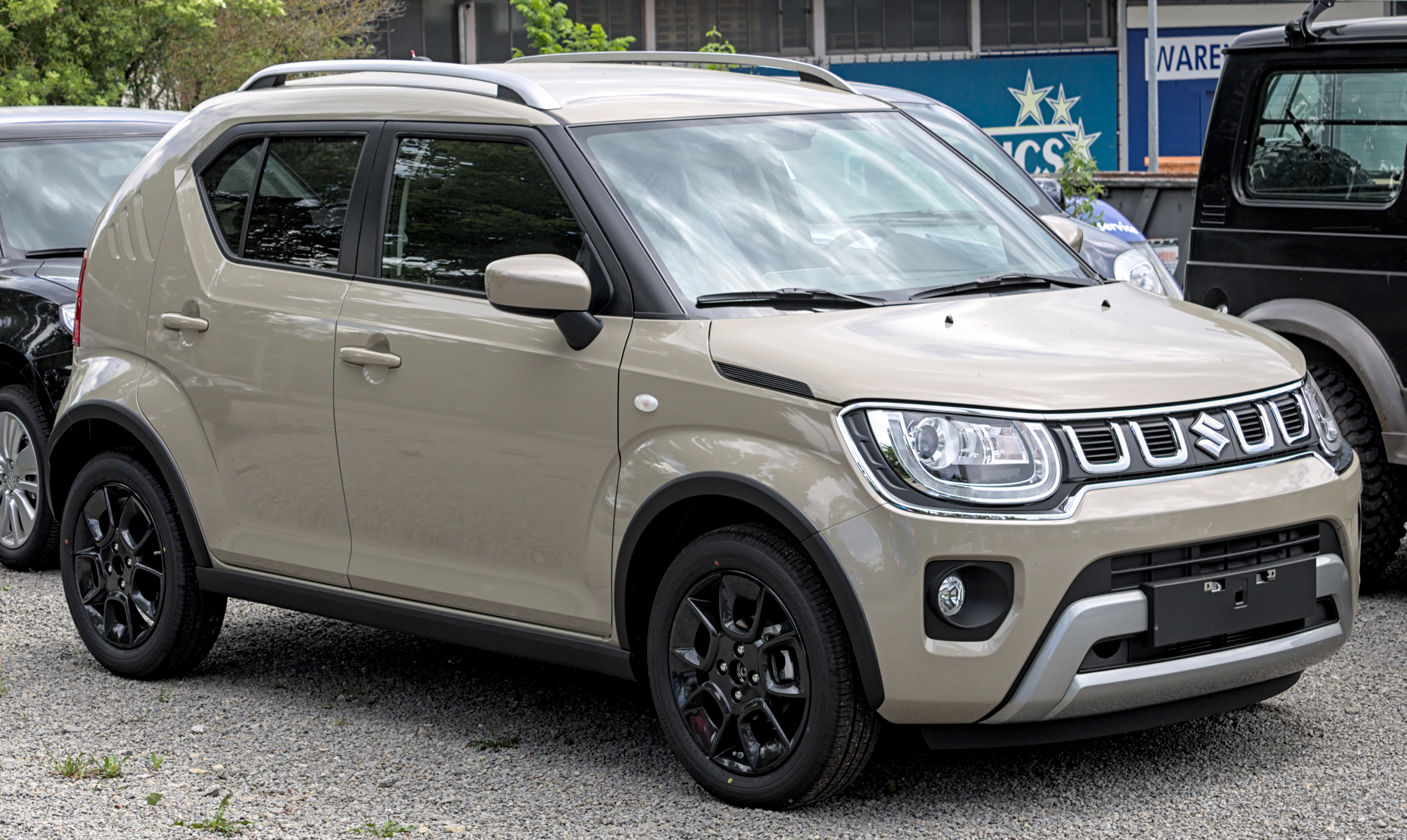
Suzuki Ignis III phase 2
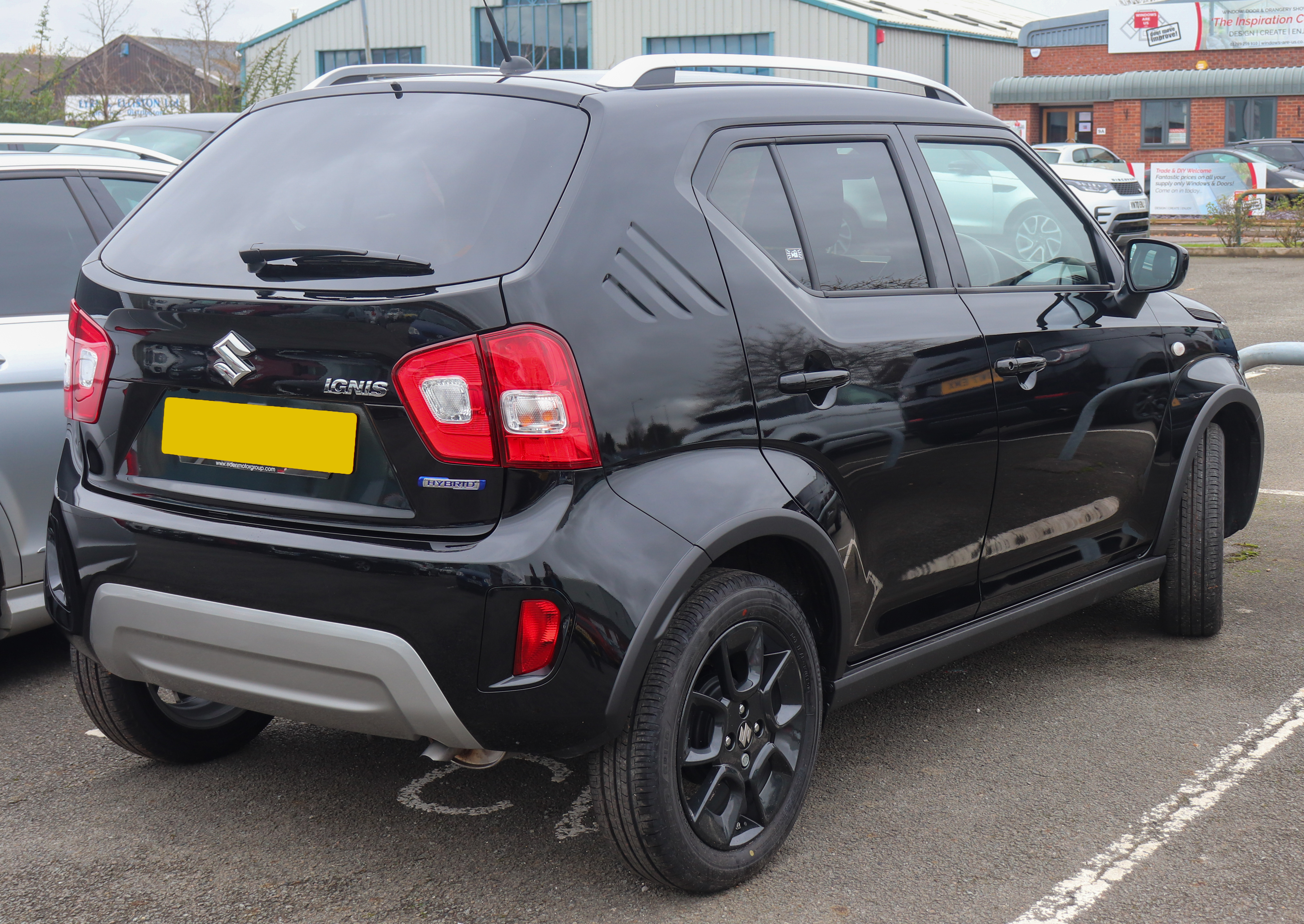
Suzuki Ignis III phase 2